# Olorgesailie
Olorgesailie est un site préhistorique du Paléolithique inférieur, situé dans la vallée du Grand Rift, dans le sud du Kenya. Olorgesailie est remarquable pour la découverte d'un grand nombre de bifaces acheuléens, façonnés durant des milliers d'années entre il y a 1,2 million et 490 000 ans, associés avec des activités de dépeçage de gros mammifères. Un os frontal humain fossile, daté de 900 000 à 970 000 ans, y a été mis au jour,.

## Historique
Des outils lithiques ont d'abord été découverts par le géologue britannique John Walter Gregory en 1919, mais ce n'est qu'en 1943 que les fouilles ont commencé sérieusement sous la direction de Mary et Louis Leakey, avec l'aide de prisonniers de guerre italiens en liberté conditionnelle. Les travaux se sont poursuivis jusqu'en 1947. L'archéologue sud-africain Glynn Isaac a repris les fouilles dans les années 1960 pour sa thèse de doctorat. Dans les années 1980, Richard Potts, travaillant à la Smithsonian Institution, a poursuivi ses recherches en collaboration avec les musées nationaux du Kenya.

## Découvertes

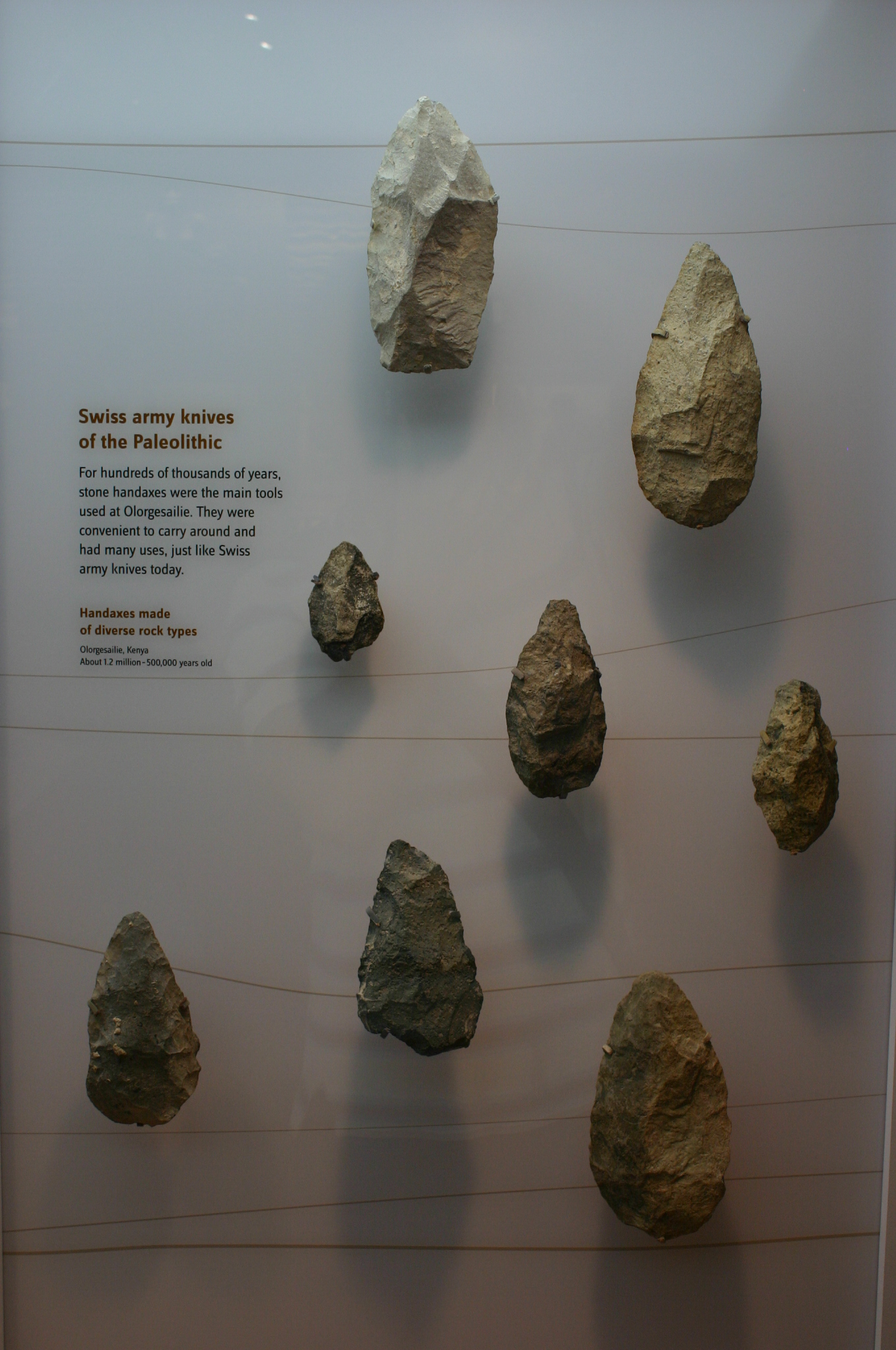
Bifaces trouvés à Olorgesailie

De très nombreux outils lithiques ont été découverts sur le site, dont des bifaces caractéristiques de la période acheuléenne qui abondent. Ces outils ont été taillés entre 1,2 million et 490 000 ans, le long de ce qui était alors le rivage d'un lac maintenant asséché.

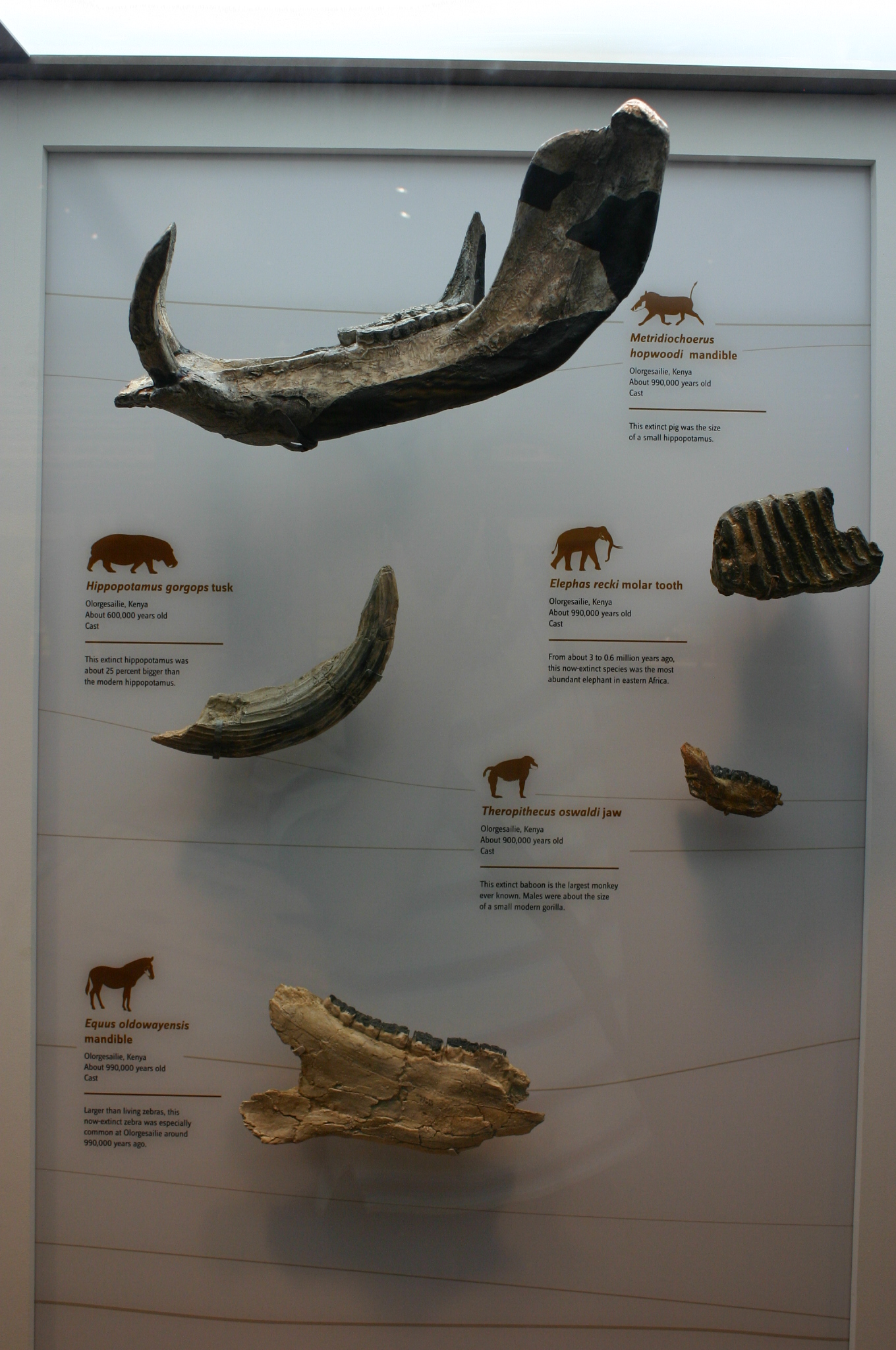
Restes fossiles d'animaux découverts sur le site

Des fossiles de divers animaux ont également été trouvés, y compris ceux d'espèces éteintes d'hippopotame (Hippopotamus gorgops), d'éléphant (Elephas recki), de zèbre (Equus oldowayensis), de girafe et de babouin (Theropithecus oswaldi), susceptibles d'avoir été dépecés à l'aide des bifaces trouvés.
En juin 2003, une équipe dirigée par Richard Potts a découvert in situ un os frontal humain fossile. D'autres parties du crâne (répertorié sous le numéro KNM-OL 45500) ont été trouvés dans les mois suivants. L'os frontal est daté de 900 000 à 970 000 ans, ce qui en fait le premier fossile humain trouvé sur le site. Il pourrait avoir appartenu à l'Homo erectus. Les restes fossiles étaient dans le même niveau stratigraphique que deux bifaces et plusieurs éclats, près de dépôts denses de bifaces,,.